# Halieis
Halieis (Ἁλιαί) war eine griechische Stadt in der griechischen Landschaft Argolis (Peloponnes).

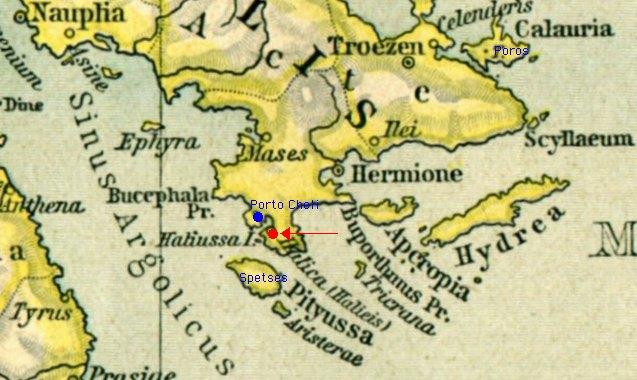
Lage von Halieis (rot), moderne Namen blau.

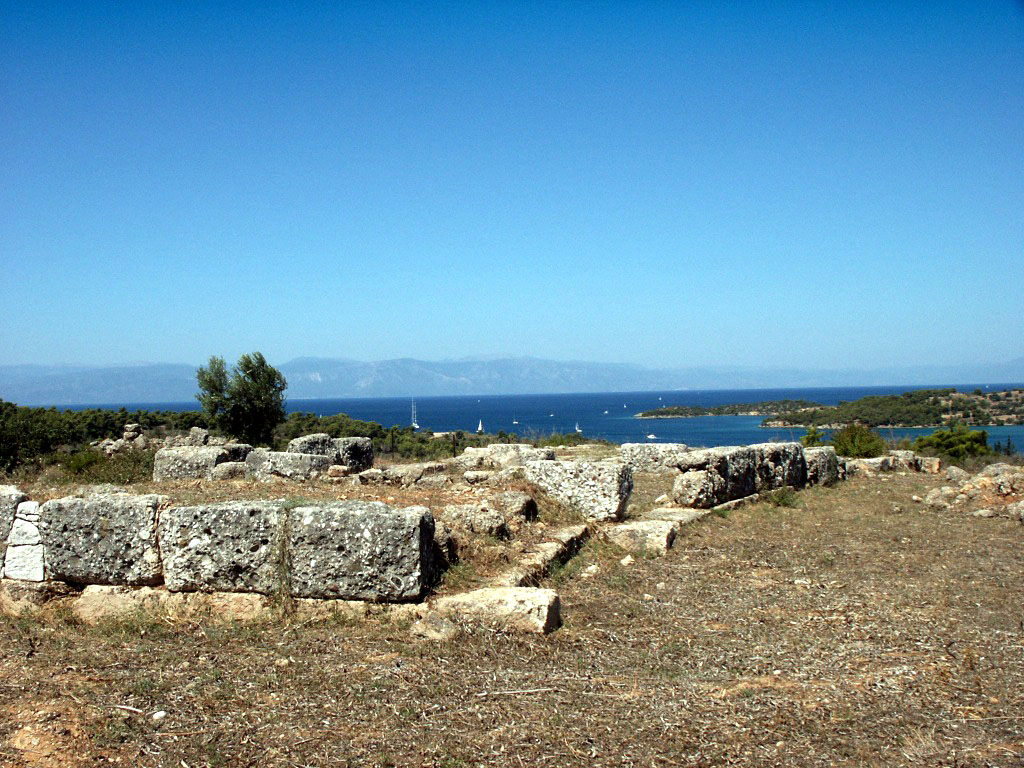
Die Akropolis von Halieis.

Die Ruinen des Orts befinden sich gegenüber dem modernen Touristenort Porto Cheli am Abhang eines Hügels, auf dem sich seit dem 7. Jahrhundert v. Chr. eine Akropolis befand. Der Ort besaß einen Hafen (heute wegen der Absenkung der Küste unter Wasser) und Stadtmauern. Um 470 v. Chr. haben sich hier Flüchtlinge aus Tiryns niedergelassen. Nachdem Athen immer wieder versuchte, den wichtigen Hafen zu beherrschen, musste 424/23 den Athenern die Benutzung des Hafens erlaubt werden. Im 4. Jahrhundert v. Chr. stand Halieis wie die übrigen Städte der Argolis auf der Seite von Sparta. Am Ende des 4. Jahrhunderts wurden Hafen und Stadt verlassen. Heute sind einige wenige Überreste zu sehen.

## Weblink
- Artikel im Perseus Site Catalog

Koordinaten: 37° 20′ N, 23° 9′ O